# Лела Чічінадзе
Лела Чічінадзе (груз. ლელა ჭიჭინაძე; нар. 22 грудня 1988) — грузинська футболістка, нападниця.

## Клубна кар'єра

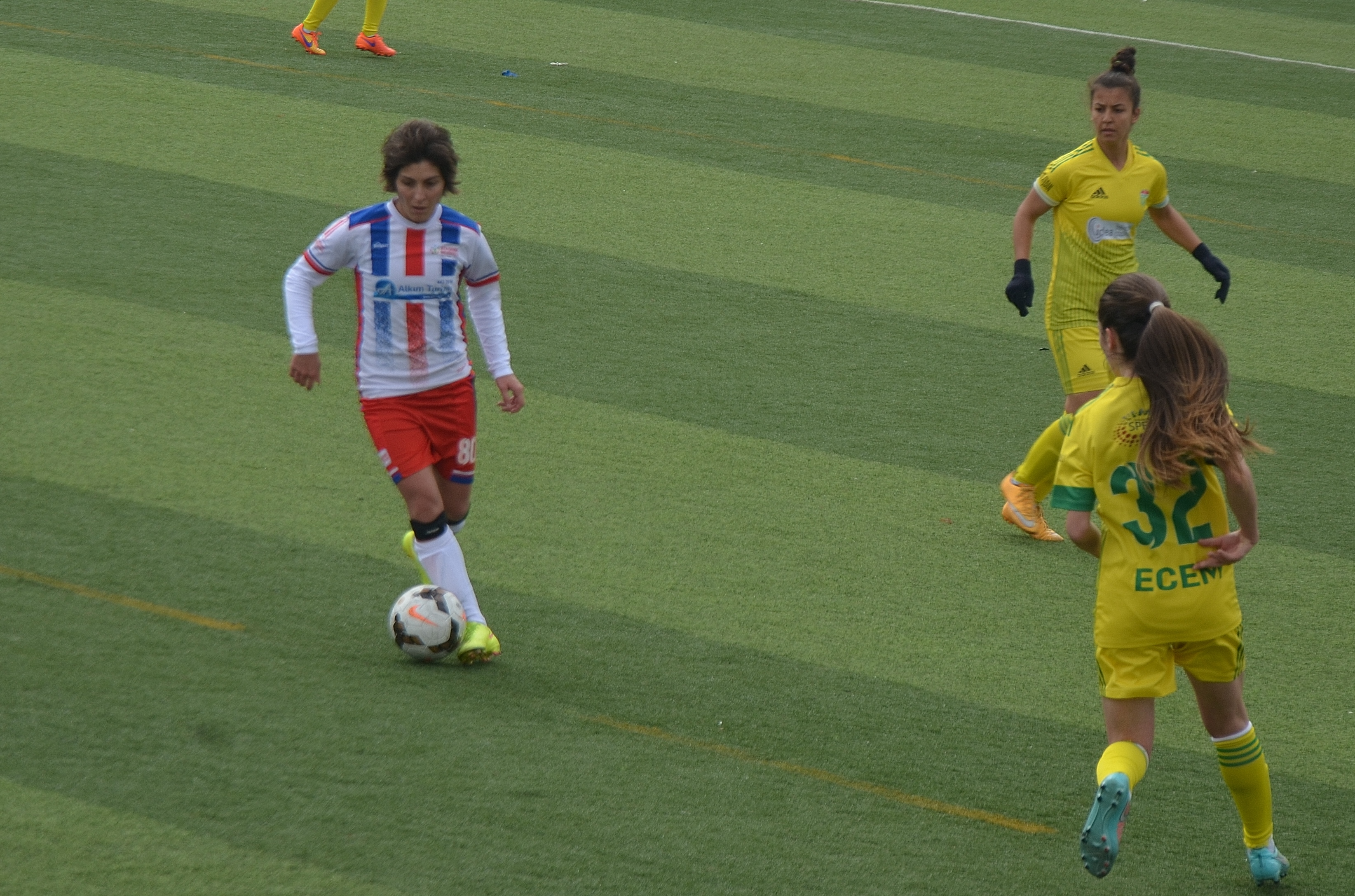
Лела Чічінадзе (ліворуч) під час домашнього матчу «Аташехір Беледієспора» чемпіонату Туреччини 2015/16 проти «Кіречбурнуспора».

Футбольну кар'єру розпочала в Грузії. У складі «Іверії» (Хашурі), «Норчі Дінамоелі» та «Байя» (Зугдіді) виступала в жіночій Лізі чемпіонів.
У 2014 році переїхала до України, де уклала договір з «Житлобудом-1». На 3-й зимовій першості України відзначилася 5-а голами в 4-х матчах (у воротах столичного «Атекса»). Дебютувала в офіційних змаганнях у футболці харківського 19 квітня 2014 року в переможному (4:0) домашньому поєдинку 1-о туру Вищої ліги проти київського «Атекса». Чічінадзе вийшла на поле в стартовому складі, а на 46-й хвилині її замінила Ганна Мозольська. У футболці «Житлобуду-1» зіграла 4 матчі у Вищій лізі.
Наприкінці січня стало відомо, що Лелеа перейде до складу турецького клубу «Адана Ідманюрдуспор». 30 січня 2015 року офіційно приєдналася до «Адани». У своєму дебюному поєдинку в новій команді відзначилася двома голами. 5 лютого 2016 року перейшла до стамбульського «Аташехір Беледієспор».
У 2018 році повернулася до України, де підсилила колектив з Чернігівської області «Єдність-ШВСМ». У складі нової команди дебютувала 12 серпня 2018 року в переможному (1:0) виїзному поєдинку 2-о туру Вищої ліги проти Ятраня. Чічінадзе вийшла на поле на 46-й хвилині, замінивши Надію Вегерич. Дебютним голом за колектив зі Плисків 25 серпня 2018 року в переможному (1:0) виїзному поєдинку 4-о туру Вищої ліги проти «Восхода». Лейла вийшла на поле в стартовому складі та відіграла увесь матч, а на 26-й хвилині, після передачі Віталіни Мазуровою, відзначилася ще й дебютним голом за команду з Чернігівщини. У складі «Єдності» в чемпіонаті України зіграла 10 матчів (3 голи), ще 1 поєдинок провела в кубку України.

## Кар'єра у збірній
У футболці національної збірної Грузії дебютувала 2009 року.

## Статистика виступів

### Клубна
Станом на 13 січня 2018.
| Клуб                   | Сезон   | Ліга                 | Ліга  | Ліга | Континентальні | Континентальні | Національні | Національні | Загалом | Загалом |
| Клуб                   | Сезон   | Дивізіон             | Матчі | Голи | Матчі          | Голи           | Матчі       | Голи        | Матчі   | Голи    |
| ---------------------- | ------- | -------------------- | ----- | ---- | -------------- | -------------- | ----------- | ----------- | ------- | ------- |
| «Адана Ідманюрдуспор»  | 2014–15 | Перша ліга Туреччини | 7     | 10   | –              | –              |             |             | 7       | 10      |
| «Адана Ідманюрдуспор»  | 2015–16 | Перша ліга Туреччини | 9     | 13   | –              | –              |             |             | 9       | 13      |
| «Адана Ідманюрдуспор»  | Загалом | Загалом              | 16    | 23   | –              | –              |             |             | 16      | 23      |
| «Аташехір Беледієспор» | 2015–16 | Перша ліга Туреччини | 7     | 5    | –              | –              |             |             | 7       | 5       |
| «Аташехір Беледієспор» | 2016–17 | Перша ліга Туреччини | 5     | 0    | –              | –              |             |             | 5       | 0       |
| «Аташехір Беледієспор» | 2017–18 | Перша ліга Туреччини | 8     | 0    | –              | –              | 0           | 0           | 8       | 0       |
| «Аташехір Беледієспор» | Загалом | Загалом              | 20    | 5    | –              | –              |             |             | 20      | 5       |

## Досягнення
«Аташехір Беледієспор»
- Перша ліга Туреччини
  -  Срібний призер (1): 2015/16
  -  Бронзовий призер (1): 2016/17